# ザスパーク
ザスパーク（英: THESPARK）は、群馬県前橋市富田町にあるスポーツ施設。冠スポンサーによりGCCザスパーク（ジーシーシーザスパーク）の名称が用いられている。

## 概要
開業日は2024年5月18日で、サッカーコートの完成に伴いザスパ群馬は8月から練習場として利用開始。同クラブの運営会社が計画し、メインスポンサーのカインズによる寄付の下建てられた。前橋市条例における名称は「前橋市ローズタウンサッカー場」であり、愛称はクラブハウスパートナーの前橋市に本社を置く株式会社ジーシーシーから「GCCザスパーク」となった。
本施設はザスパの練習拠点としての利用以外にも、「地元ユースの育成（ホームグロウン）」、「地域の健康増進とサッカー人口の拡大」、「スポーツ食堂の設置による食を通じた健康」、「子どもたち、ペット、地域交流、コミュニティーの拡大」の場として広く地域の方に利用いただく事の4つをコンセプトにしている。
サッカー場は夜間での利用や大会開催も可能であり、ザスパ群馬のアカデミーやスクール生の練習、高円宮杯 JFA U-18サッカープリンスリーグ関東の試合などにも使われている。
施設利用の際は公式ウェブサイトから事前申請が必要。

## 施設

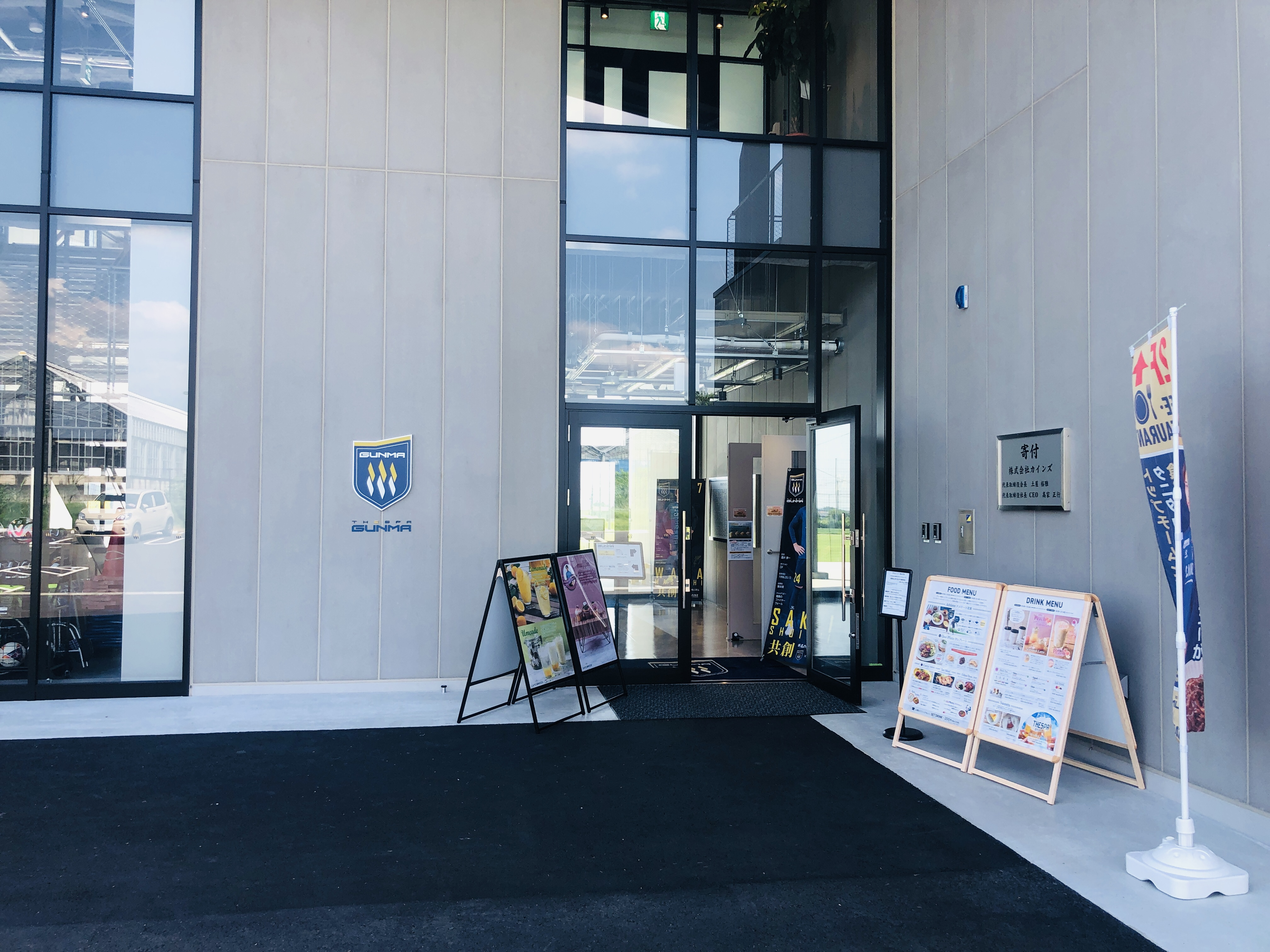
入口

### サッカー場
- 天然芝コート（2面）
- 人工芝コート（1面）
- フットサルコート（3面）

### 屋内施設
- クラブハウス[注 1]
  - ザスパ×TANITA - タニタカフェとコラボした群馬県内初のレストラン[5]
  - CAFE BRICCO
  - オフィシャルショップ - 限定アイテムあり
  - ザスパキッズ - 放課後等デイサービス
  - 自動販売機

- アネックス棟

### 多目的広場
- 自由広場 - 天然芝

### 駐車場
- 駐車場 - 北側の駐車場が一般用で、東側の駐車場は関係者専用
- 駐輪場

## 交通
- 電車
  - 上毛線「江木駅」から徒歩約20分
- 自動車、バイク
  - 駒形ICから車で約20分
  - 伊勢崎ICから車で約22分